# Charly & Gallus
Charly & Gallus is een dubstepproducersduo uit Den Haag. 

## Geschiedenis
De groep is opgericht in 2006 door Daan Blom (D44N) en Martijn Verlinden (Kipkillah), die eerder actief waren in het muziekcollectief BAF. Charly & Gallus was de eerste dubstepliveset van Nederland. De band speelde in 2006 op Lowlands en in 2007 op Noorderslag. Ze won de Grote Prijs Van Zuid-Holland in 2008 en zat in 2009 in de halve finale van de Grote Prijs van Nederland. In mei 2009 bracht de groep het album Chemical Solutions uit. De plaat werd in een recensie van 3VOOR12 een klein juweeltje genoemd. In 2010 speelde Charly & Gallus evenals 2562 in Vancouver (Canada) tijdens het festival "CODE Live Night Life" van de Olympische Spelen. Op 26 februari 2010 werd de compilatie-cd/dvd Antilounge 7 gepresenteerd, met daarop de videoclip Nanomat. In augustus 2011 en 2012 stonden Charly & Gallus op het Sziget Festival in Hongarije.